# Lester & Denwood
Lester & Denwood was een Belgische band in de jaren 70 uit Koekelare.

## Geschiedenis
De groep werd opgericht in 1973 door Charles Dumolin en Freddy Demeyere.
Hun eerste single was América (1974), datzelfde jaar volgden Sing, Sing en Angela. In 1975 was er de single Lazy Lady en in 1976 Gypsy Woman. De band stond in deze periode wekenlang in de binnenlandse en buitenlandse hitlijsten, waaronder een 37ste plaats in de Billboard Hot 100.
In 1977 werd Freddy Demeyere vervangen door Roland Vanblaere. Samen namen ze deel aan de eurosongpreselectie van 1981 met het nummer Bonnie en een jaar later verscheen Walkman op single.
In februari 2014 is Freddy Demeyere overleden te Koekelare.
In november 2019 is Charles Dumolin overleden te Gent.

## Discografie

### Singles
- América (1973)
- Sing, Sing (1974)
- Angela (1974)
- Lazy Lady (1975)
- Gipsy Woman (1975)
- Sunny Summer Morning (1976)
- Wish You Happy X-mas (1980)
- Bonnie (1981)
- Walkman (1981)[7]

### Album
- Gipsy Woman (1976)